# Grum

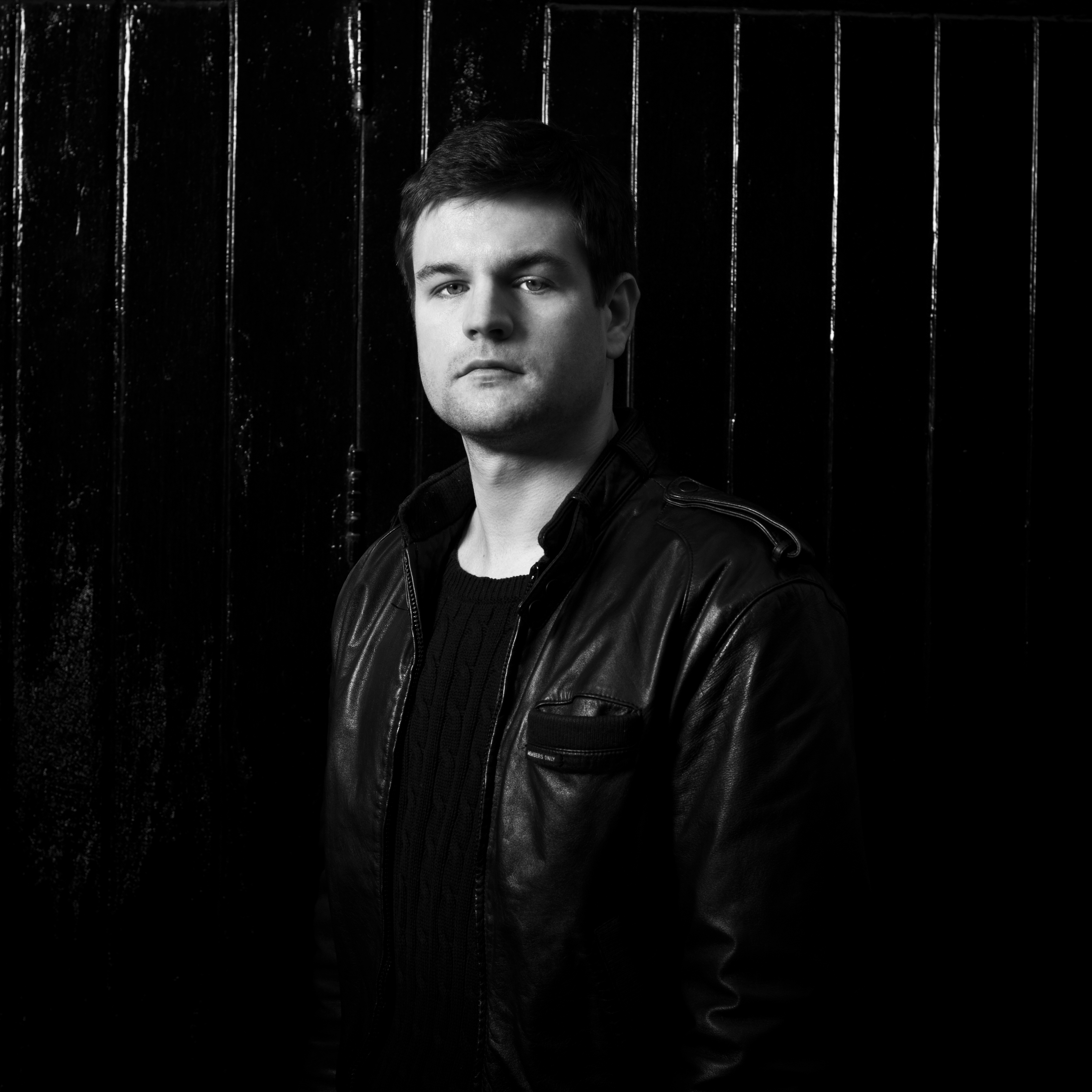
Grum em 2013

Graeme Shepherd, mais conhecido pelo seu nome artístico Grum, é um músico eletrônico (DJ) da Escócia.

## Carreira
O álbum de estreia do Grum, Heartbeats, foi lançado em maio de 2010. Um disco de estreia confiante, inspirado em 1980 o disco, que tem sido comparado ao Discovery do Daft Punk e Destroy Rock & Roll de Mylo. A canção "Turn It Up" foi escolhido como single da semana pelo iTunes e estava disponível para download gratuito por um período de tempo na loja iTunes.
Dois primeiros clipes do Grum retirados de Heartbeats, "Can't Shake This Feeling" e "Through The Night", foram filmadas em Los Angeles, CA e dirigido por The General Assembly.
O single do Grum Heartbeats foi destaque no videogame Saints Row: The Third em 2011.
Grum anunciou em seu Facebook que o segundo álbum está terminado e pronto para ser lançado. "Everytime" será lançado em Março / Abril de 2013.

## Discografia

### Álbuns
- Heartbeats

### Singles
- "Runaway" (2009)
- "Sound Reaction" (2009)
- "Heartbeats" (2009)
- "Can't Shake This Feeling" (2010)
- "Through the Night" (2010)
- "Everytime" (2013)

### Remixes
- Nirvana - Heart-Shaped Box
- David Bowie - Fashion
- Aston Shuffle - Your Love
- The Wombats - Tokyo (Vampires & Wolves)
- Passion Pit - Sleepyhead
- Fenech-Soler - Lies
- Human Life - Wherever We Are
- Gamble and Burke - Let's Go Together
- Groove Armada - History
- Everything Everything – My Kz, Ur Bf
- Pearl & The Puppets - Make Me Smile
- Goldfrapp - Rocket
- Lady Gaga – Bad Romance
- Night Bus - I Wanna Be You
- TV Rock - In The Air
- Chelley – Took The Night
- Priors - What You Need
- Passion Pit – To Kingdom Come
- Tommy Sparks – Miracle
- Tim Healey - Out of Control
- Magistrates – Gold Lover
- Keenhouse – Ai-res
- Jump Jump Dance Dance – Show Me The Night
- Moulinex - Breakchops
- Jake Island – What If You Wanted More
- Together – Hardcore Uproar
- Freeland – Borderline
- Rafale - Drive
- Anoraak - Nightdrive With You
- Friendly Fires – Skeleton Boy
- Tronik Youth - Laugh Cry Live Die
- Love Mote - Cosmic Love
- Armand Van Helden - You Don't Know Me
- Marina And The Diamonds - OH NO!
- Pet Shop Boys - West End Girls
- Revolte - Ironical Sexism
- Lady Gaga - Born This Way
- The Good Natured - Skeleton
- Urchins - Xylophobe
- Tim Healey – Out of Control ft. TC
- Martin Garrix - Animals